# Manuel Eulogio del Río Mejía
Manuel Eulogio del Río y Busos-Mejía, (Huaraz,  11 de marzo de 1842- † Huamachuco, 11 de julio de 1883) fue un militar peruano, combatiente de la Guerra del Pacífico. Luchó en las Campañas del Sur y la Campaña de la Breña, hizo la marcha al norte que culminó en Huamachuco, falleciendo en la batalla del 10 de julio.

## Biografía
Manuel Eulogio nació 11 de marzo de 1842 en el seno de una destacada familia huaracina, hijo de Manuel Hermenegildo del Río y del Barrio, escritor y rector del Colegio de La Libertad de Huaraz y sobrino de Isidro del Río, diputado y prefecto de Áncash, hijos a su vez, del funcionario y militar panameño José del Río Bahamonde, quien fue alcalde de Huaraz en 1822. Su madre fue la dama Mercedes Busos-Mejía e Irigoyen.
Estudió la primaria en Lima y culminó sus estudios secundarios en el Colegio La Libertad de Huaraz. Integró el batallón Áncash Nº 22 conformado por jóvenes militares del norte peruano y participó en la campaña de restauración durante Guerra civil peruana de 1865 bajo órdenes de José Balta y Pedro Diez Canseco teniendo destacada participación y siendo ascendido a teniente. Un año después defendería el puerto del Callao con el batallón Zepita Nº 5 siendo ascendido a capitán.
Dedicado completamente a la carrera militar, fue enviado a la selva peruana donde colaboró con la fundación de Paucartambo, en Chanchamayo en 1876. Retornando a Lima, fue profesor de la escuela militar

## Campaña de la Breña
Cuando en 1879 Chile declaró la guerra al Perú, Del Río integró el batallón Victoria como sargento mayor, combatiendo en la batalla del Campo de la Alianza en 1880 y para enero de 1881 defendió Lima en las batallas de San Juan y Miraflores.
Se unió a la Campaña de la Breña integrando la oficialidad mayor al mando de Andrés Avelino Cáceres en Marcavalle (1882) e hizo el cruce de los Andes de Yungay a Pomabamba donde confundieron a las tropas chilenas. Finalmente, participó en la batalla de Huamachuco (1883) donde cayó herido de gravedad falleciendo al día siguiente y siendo enterrado en el mismo lugar.

## Homenaje
- Jirón Eulogio del Río, en el centro de la ciudad de Huaraz. Abarca 4 cuadras desde el Jr. Emilio Abad hasta Av.Andrés Ramon Mejía.